# أبو جعفر النفيلي
أبو جعفر عبد الله بن محمد بن علي بن نفيل بن زراع بن علي القضاعي النفيلي الحراني إمام حافظ عالم الجزيرة، أحد رواة الحديث النبوي.

## طلبه للعلم
حدث عن: مالك بن أنس، ومعقل بن عبيد الله، وعفير بن معدان، وزهير بن معاوية، وخليد بن دعلج، وأبي مهدي سعيد بن سنان الحمصي، وعكرمة بن إبراهيم الأزدي، ومحمد بن عمران الحجبي آخر من حدث عن صفية بنت شيبة، وهشيم بن بشير، وعبد الرحمن بن أبي الرجال، وزيد بن السائب الجزري، وأبي المليح الرقي، وعباد بن كثير الرملي، وعبد العزيز بن أبي حازم، والدراوردي، وابن المبارك، والنضر بن عربي، وموسى بن أعين، وسفيان بن عيينة وخلق كثير. وعنه: أبو داود فأكثر، وأبو داود سليمان بن سيف، وعلي بن عثمان النفيلي، وأحمد بن سليمان الرهاوي، وأبو زرعة، وأبو حاتم، والذهلي، ومحمد بن إبراهيم البوشنجي، وإبراهيم بن ديزيل، والفضل بن محمد الشعراني، وأبو الأصبغ محمد بن عبد الرحمن القرقساني، وأحمد بن عبد الرحمن بن عقال، وجعفر الفريابي، وخلق كثير.

## مكانته العلمية
- قال أبو بكر الأثرم: «سمعت أبا عبد الله أثنى على النفيلي، وقال كان يمر معي إلى مسكين بن بكير».
- قال أبو حاتم: «سمعت ابن معين يثني على النفيلي».
- روى أبو عبيد الآجري عن أبو داود قال: «ما رأيت أحفظ من النفيلي، قلت ولا عيسى بن شاذان، قال ولا عيسى، وكان الشاذكوني لا يقر لأحد في الحفظ إلا للنفيلي، وكان أحمد إذا ذكره يعظمه.. قال أبو داود وما رأينا له كتابا قط، وكل ما حدثنا، فمن حفظه...  وقلت لأحمد بن حنبل أيما أثبت في زهير أحمد بن يونس أو النفيلي، فقال أحمد بن يونس رجل صدوق، والنفيلي صاحب حديث... وسمعت أحمد بن حنبل يقول في عتاب بن بشير تركه عبد الرحمن بأخرة، وكف أحمد عن حديثه، وذاك أن الخطابي حدثه عنه بحديث، فقال لي أحمد أبو جعفر النفيلي يحدث عنه، قلت نعم، قال أبو جعفر أعلم به».
- قال الآجري: «سمعت أبا داود يقول اشهد على أني لم أر أحفظ من النفيلي».
- قال أبو حاتم: «حدثنا ابن نفيل الثقة المأمون».
- قال الدارقطني : «هو ثقة مأمون محتج به».
- قال أبو أحمد الحاكم : «كتبوا عنه في أيام هشيم».
- قال أبو الفضل يعقوب بن إسحاق الفقيه: «سمعت أحمد بن سلمة النيسابوري يحكي عن محمد بن مسلم بن وارة، قال أحمد بن صالح بمصر، وأحمد بن حنبل ببغداد، وابن نمير بالكوفة، والنفيلي بحران، هؤلاء أركان الدين».
- قال أبو حاتم البستي: «كان النفيلي متقنا يحفظ، سمعت مكحولا، سمعت جعفر بن أبان، سمعت أحمد بن حنبل يقول أبو جعفر النفيلي أهل أن يقتدى به».
- قال ابن نمير: «وكيع وابن مهدي وأبو نعيم ورابعهم النفيلي».

## وفاته
توفي سنة 234 هـ .